# Porte-éventail roi
Pour les articles homonymes, voir Éventail (homonymie).
Ne doit pas être confondu avec Moucherolle couronné.
Onychorhynchus coronatus
Espèce
Statut de conservation UICN

 LC  : Préoccupation mineure
Le Porte-éventail roi (Onychorhynchus coronatus), est une espèce d'oiseaux de la famille des Onychorhynchidae, natif de l'écozone néotropicale.

## Répartition et sous-espèces
Selon la classification de référence du Congrès ornithologique international (15.1, 2025) il se répartit en cinq sous-espèces (ordre phylogénique) :
- O. c. castelnaui Deville, 1849 — ouest de l'Amazonie ;
- O. c. coronatus (Müller, 1776) — plateau des Guyanes et nord du Brésil ;
- O. c. mexicanus (Sclater, 1857) — du sud-est du Mexique au Panama ;
- O. c. fraterculus Bangs, 1902 — nord-est de la Colombie et nord-ouest du Venezuela ;
- O. c. occidentalis (Sclater, 1860) — ouest de l'Équateur et nord-ouest du Pérou.

## Comportements

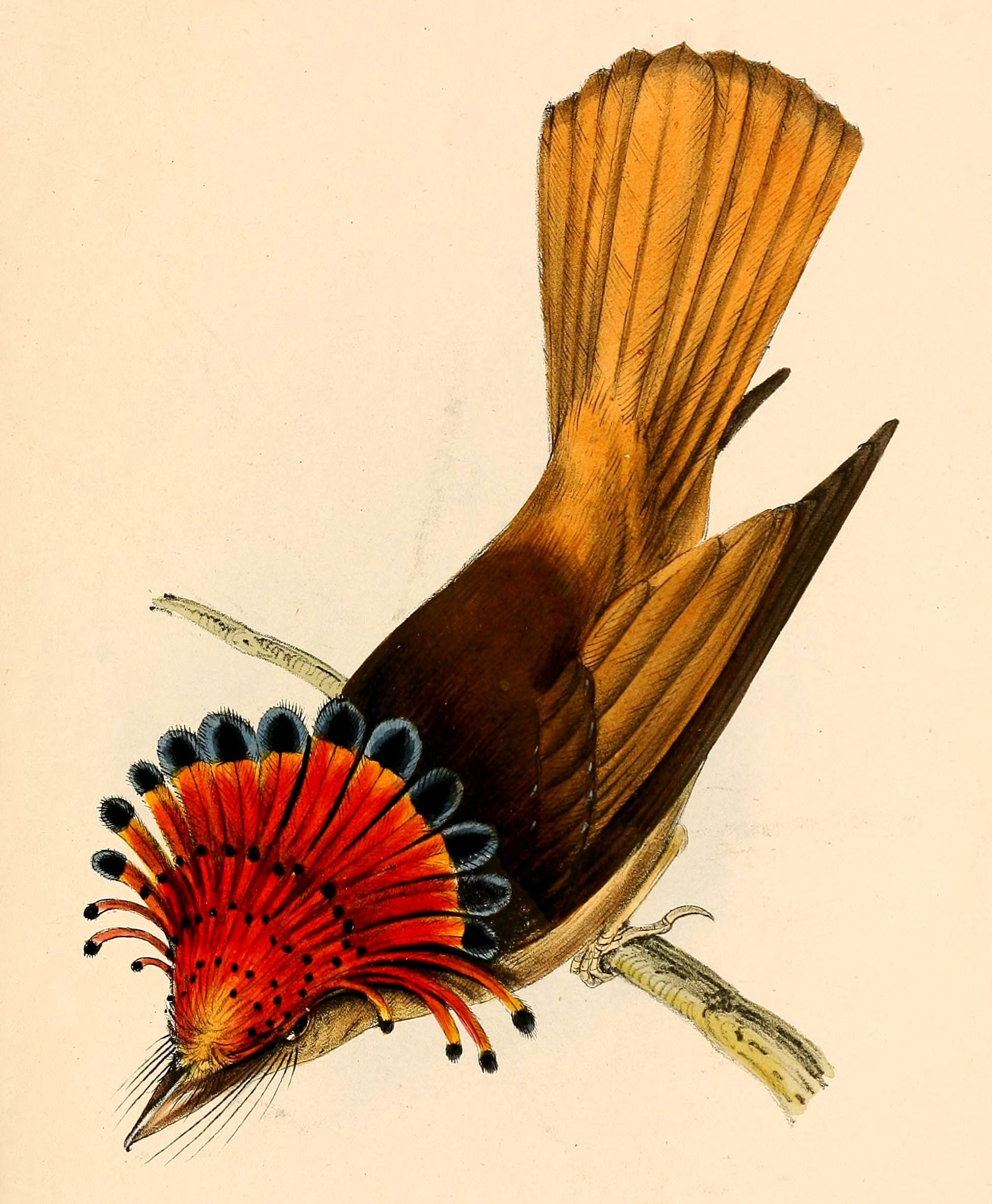
Dessin d'un individu

Il vit à proximité des criques et des rivières dans les forêts tropicales d'Amérique du Sud. Les mâles ouvrent leur huppe rouge, pour effrayer les prédateurs, mais aussi pour attirer l'attention des femelles pendant la saison des amours. Lorsque cet ornement est fermé, le moucherolle n'attire pas l'attention, car le reste de son plumage lui permet de rester camouflé.